# سيلفيا غينر
سيلفيا غينر (بالإسبانية: Silvia Giner)‏ هي مقدمة تلفزيونية وممثلة إسبانية، ولدت في 31 ديسمبر 1980 في إشبيلية في إسبانيا.

## وصلات خارجية
- سيلفيا غينر على موقع IMDb (الإنجليزية)